# アジア・アフリカ・ラテンアメリカ人民連帯機構

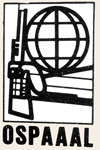

アジア・アフリカ・ラテンアメリカ人民連帯機構（西：Organizacion de Solidaridad con los pueblos de Asia Africa y America Latino、英：Organization of Solidarity with People of Asia,Africa and Latin America、通称：OSPAAAL）は、キューバの政治団体。
第三世界における反グローバリゼーション、反帝国主義、反ネオリベラリズム闘争の支援と人権の防衛を目的とし、1966年1月にハバナで三大陸人民連帯会議が開かれ、ギニア、コンゴ共和国、南アフリカ共和国、アンゴラ、ベトナム、シリア、北朝鮮、キューバ、プエルトリコ、チリ、ドミニカ共和国の左翼政党およびパレスチナ解放機構(PLO)の代表、モロッコの革命家メフディー・ベン・バルカが集まって結成された。
ベネズエラのウゴ・チャベス政権への支援を積極的に行った。

## ソビエトとの関係
ＡＡＰＳＯにはソビエトが参加しており、植民地独立闘争における資金源であった。ソビエトはＡＡＰＳＯに毎年100万ドル提供しており、そのほか各国の国際活動のため飛行機のチケットを1000枚提供していたということもあるそうだ。武装闘争の場合はとくにそうで、ソビエトが直接解放運動を援助することは国際問題になるため、ＡＡＰＳＯの中で色々と工夫が行われていたという。現在はソビエトが崩壊してこのルートが断たれており、アフリカからの参加が激減したとされる。この経緯がありＡＡＰＳＯの活動はソビエト外交に追従し自主性を失い、1968年のソビエトによるチェコスロバキア侵攻には反対の立場がとれず、1979年のアフガニスタン侵攻においてはソビエトを支持した。

## ポスター
かつてOSPAAALは第三世界の闘争をテーマにしたポスターを大量に発行しており、主にベトナム戦争や南アフリカ共和国のアパルトヘイト、日本の原爆などをモチーフにしていた。1980年代、経済難などの理由により一時印刷を停止していたが、2000年代に入って印刷を再開した。

## 連帯の日
OSPAAALは支援の対象とする国・地域ごとに「連帯の日」を指定している。たとえばキューバ革命が始まった7月26日は「キューバ人民との世界的連帯の日」、広島への原爆投下の日である8月6日は「日本人民との連帯の日」、朝鮮戦争が始まった6月25日は「朝鮮人民との連帯の日」とされている。
これらの「連帯の日」に、対象国をテーマにしたポスターが発行される。